# ان‌جی‌سی ۲۱۰
ان‌جی‌سی ۲۱۰ (انگلیسی: NGC 210) نام یک کهکشان مارپیچی میله‌ای است.